# Maurice Denis (homme politique)
Pour les articles homonymes, voir Maurice Denis et Denis.
Maurice Denis né à Namur le 18 septembre 1916, mort à Liège le 25 octobre 1978, est un homme politique belge et un militant wallon.
Il fait ses études secondaires à l'Athénée de Morlanwelz puis à l'Institut des hautes études commerciales et consulaires de Liège. Il a 16 ans quand les grèves de 1932 éclatent et il répétait souvent : « Je n'ai jamais oublié cette rébellion de la misère. » Il mène le combat contre Rex et milite en faveur de la République espagnole. Il se rend souvent à la Maison wallonne de Liège où il rencontre notamment Victor Van Michel.
Il est fait prisonnier de guerre en juin 1940 mais parvient à être libéré en 1942, entre dans la Résistance, fonde le journal clandestin Le monde du travail sur l'imprimerie avec laquelle il fait aussi imprimer le journal de Wallonie libre. Il devient le rédacteur en chef du journal Le monde du travail, poste qu'il abandonne pour entrer au cabinet du Premier ministre Camille Huysmans. De 1950 à 1956, il rédige un éditorial politique dans La Wallonie sous le pseudonyme de « Tim ».
Il est élu conseiller communal de Liège en 1946, est échevin de l'Instruction publique (1947-1952), des Services industriel et des Régies (1952-1959), des Finances et du Budget (1972-1976). Il est élu à la Chambre en 1956 et demeure député jusqu'en 1965. Il fait sa rentrée à la Chambre pour remplacer Jean-Joseph Merlot mort accidentellement en 1969. Il est ministre du Budget en 1971-1972.
Il est président de la section de Liège de Wallonie libre de 1945 à 1947, organise le Congrès national wallon d'octobre 1945 auquel il participe et est également membre du Comité permanent du Congrès national wallon, de même que du Comité central d'Action wallonne (1962-1965). Il relaye les idées du Congrès national wallon dans La Wallonie, est actif lors de la Grève générale de l'hiver 1960-1961 et adhère ensuite au Mouvement populaire wallon.